# Edward Titchener
Edward Bradford Titchener (Chichester, 11 de janeiro de 1867 — Ithaca, 3 de agosto de 1927) foi um psicólogo estruturalista britânico. Estudou em Leipzig, Alemanha com o mestre Wundt. Voltou para o Reino Unido e tentou divulgar a nova psicologia, mas esta não foi aceita pelos demais filósofos da época. Isso o levou aos Estados Unidos onde alunos de todo o país vinham ouvir e estudar sua nova psicologia.
Edward B Titchener alterou o sistema de Wundt, enquanto jurava ser um leal seguidor. Ele propôs uma nova abordagem que designou Estruturalismo e afirmou que esta apresentava a forma de Psicologia postulada por Wundt, contudo, os dois sistemas são diferentes e o rótulo de Estruturalismo só pode ser aplicado à concepção de Titchener. Assim, o Estruturalismo foi estabelecido por Titchener como a segunda escola de pensamento no campo da Psicologia.

## Biografia
Nasceu em Chichester na Inglaterra em uma família tradicional. Era muito inteligente, e assim, estudou com bolsa de estudo na Malvern College e mais tarde na Oxford University onde cursou filosofia. Ganhou prêmios acadêmicos como aluno brilhante. Também trabalhou na área como assistente de pesquisa em filosofia. Estudou grego, alemão. francês e italiano. Aprendeu holandês em um tempo muito curto para tradução de um trabalho. Interessou-se pela psicologia e foi pra Leipzig para estudar com o próprio Wundt. Fez o doutorado e em 1892 partiu para os EUA para lecionar psicologia e dirigir um laboratório na Cornell University. Dos 25 aos 60 anos viveu nos EUA até falecer de um tumor cerebral. Seu cérebro ainda permanece na Cornell University para estudo das diferentes características do mesmo.
Em 35 anos na Cornell, orientou mais de 50 doutorandos em psicologia das quais as dissertações, na maioria, continham marcas das suas ideias. Exerceu total autoridade nos temas de pesquisas atribuindo-lhes as questões de seu maior interesse. Assim criou o sistema do estruturalismo que mais tarde alegou ser a única  psicologia cientifica digna do nome. Traduziu o livro Princípios da psicologia Fisiológica de Wundt para o alemão e inglês. Publicou vários livros, dentre vários, um também em quatro volumes: Psicologia Experimental — que é um manual de laboratório conhecido como um dos manuais que incentivaram o trabalho de laboratórios da psicologia nos EUA e influenciaram os psicólogos experimentais. Todas as suas obras foram traduzidas para diversos idiomas: russo, italiano, alemão, espanhol e francês.

## O conteúdo da experiência consciente
De acordo com Titchener, o objeto de estudo da Psicologia é a experiência consciente como dependente do indivíduo que a vivencia. Esse tipo de experiência difere da estudada por cientistas de outras áreas pois as outras ciências não dependem da experiência pessoal. A experiência consciente para Titchener é o único enfoque adequado para a pesquisa psicológica.
No estudo da experiência consciente, Titchener fez um alerta a respeito de se cometer o que chamou de erro de estímulo, que gera uma confusão entre o processo mental e o objeto da observação. Por exemplo, o observador que vê uma maçã e a descreve apenas como a fruta maçã invés de descrever elementos, como a cor, o brilho e a forma que está observando comete o erro de estímulo. O objeto de observação não deve ser descrito na linguagem cotidiana, mas em termos do conteúdo consciente elementar da experiência. Titchener definia a consciência como a soma das experiências existentes em determinado momento. A mente é a soma das experiências acumuladas ao longo do tempo.

## Introspecção
Titchener empregava a introspecção, ou auto-observação, com base em observadores rigorosamente treinados para descrever os elementos no seu estado consciente, em vez de relatar o estímulo observado ou percebido, utilizando apenas nomes conhecidos. Percebeu que todos aprendemos a descrever a experiência no que se refere a estímulo, por exemplo, chamar o objeto redondo, vermelho e brilhante de maçã, o que é insuficiente porém útil para o cotidiano. Para descrever seu método introspecção experimental sistemática, ele utilizava relatos detalhados, subjetivos  e qualitativos das atividades mentais dos  indivíduos durante o ato de introspecção, assim como Külpe. Tinha interesse em analisar a experiência consciente complexa a partir das partes componentes, alinhado com os Empiristas e Associacionistas britânicos, tinha como objetivo descobrir os chamados átomos da mente.
A proposta de Titchener consistia na abordagem experimental para a observação introspectiva na psicologia. Ele obedecia rigorosamente às normas da experimentação científica, afirmando que um experimento é uma observação que pode ser repetida, isolada e variada. Quanto maior a quantidade de repetições das observações, maior a probabilidade de clareza na percepção e de precisão na descrição do objeto observado. A introspecção realizada pelos reagentes ou observadores do laboratório de Titchener  era baseada em vários estímulos, proporcionando observações extensas e detalhadas dos elementos de suas experiências. Por exemplo, um acorde com três notas seria tocado no piano. Os observadores  tinham de relatar quantos sons separados eles conseguiam distinguir, as características mentais dos sons, e quaisquer outros átomos básicos ou elementos conscientes que pudessem detectar.

## Os elementos da consciência
Titchener apresentou três propostas básicas para a psicologia:
1. Reduzir os processos conscientes a seus componentes mais simples;
2. Determinar as leis de associação desses elementos da consciência;
3. Conectar os elementos às suas condições fisiológicas.

A parte principal da pesquisa de Titchener dedicava-se ao problema: descobrir os elementos da consciência. Titchener definiu três estados da consciência: o estado da sensação, o da imagem e os estados afetivos. As sensações são elementos básicos da percepção e estão presentes nos sons, nas visões, nos cheiros e nas outras experiências provocadas pelos objetos físicos do ambiente. As imagens são elementos das ideias e estão no processo que reflete as experiências não realmente presentes no momento, mas como a lembrança de uma experiência do passado. Os estados afetivos, ou afeições, são elementos da emoção e encontram-se nas experiências como o amor ódio e a tristeza.
Apresentou uma lista dos elementos da sensação descobertos nas suas pesquisas. Sendo cerca de 44.500 qualidades sensoriais individuais, sendo 32.820 visuais e 11.600 auditivas. Cada elemento é considerado consciente e distinto dos demais podendo haver a combinação entre eles para a formação das percepções e das ideias.
Titchener adicionou a duração e a nitidez. Essas quatro características eram consideradas fundamentais, já que estão em certo grau, em toda a experiência.
- Qualidade é a característica, como “frio” ou “vermelho”, que distingue claramente um elemento de todos os demais.
- Intensidade refere-se a força, fraqueza, sonoridade ou brilho de uma sensação.
- Duração é o curso da sensação ao longo do tempo.
- Nitidez refere-se à função da atenção na experiência consciente; uma experiência no foco da nossa atenção é mais nítida do que uma que não seja alvo da nossa atenção.

Com isso, todo processo consciente pode ser reduzido a um desses atributos.

## Críticas ao Estruturalismo
Uma pessoa ganha notoriedade, geralmente, quando se opõem a um ponto de vista mais antigo, o que não foi o caso de Titchener. Enquanto todos mudaram de opinião quanto à evolução das coisas, ele se mantinha firme em seus pensamentos. Isto aconteceu na segunda década do século XX, com a mudança de pensamento intelectual norte-americano e europeu. E desta forma, muitos psicólogos consideraram a psicologia estrutural fútil, por continuar com métodos antiquados e de pouca aplicabilidade.
Titchener acreditava que estava estabelecendo uma base para a psicologia, mas na verdade, seus esforços só serviram para fazer parte de uma fase da história. A era do estruturalismo entrou em colapso com sua morte, pois esta escola foi atribuída como um verdadeiro tributo a sua personalidade dominadora.

### Críticas à Introspecção
As críticas mais relevantes com relação à introspecção eram sobre como descrever sua abordagem. Titchener adotou o rótulo de Külpe, introspecção experimental sistemática. Titchener se opôs à abordagem wundtiana com seus equipamentos e sua concentração em medir objetiva e quantitativamente aos estímulos externos.
As críticas não pararam por décadas. Mesmo antes de Titchener, um filósofo alemão Immanuel Kant declarou que qualquer tentativa de introspecção alterava necessariamente a experiência consciente observada, porque introduziria uma variável de observação no conteúdo da experiência consciente. Outros filósofos também criticaram o método introspectivo como, Auguste Comte, o médico inglês Henry Maudsley.
A ideia de criação da linguagem introspectiva nunca se concretizou, pois havia muita discordância entre observadores, mesmo quando as condições eram extremamente controladas. Os críticos também alegavam ser a introspecção, na verdade uma forma de retrospecção, porque havia um intervalo entre a experiência e o seu relato.

### Mais críticas ao sistema de Titchener
Embora tenha sido muito criticado, os historiadores dão devido crédito às contribuições de Titchener e dos estruturalistas. Seus métodos de pesquisas eram baseados na experimentação consciente que consistiria na auto observação, já que a experiência é mais percebida pela pessoa que vivencia.
A introspecção não era o único alvo de críticas, mas também o estruturalismo que foi acusado de artificial e estéril. Os críticos afirmavam não ser possível resgatar a totalidade da experiência vivida partindo de qualquer associação ou combinação das partes elementares que não ocorriam em forma de sensações, imagens ou estados afetivos individuais, mas em uma totalidade unificada. A escola da Gestalt partiu desse princípio para lançar “revolta afetiva” contra a psicologia estruturalista, onde se torna alvo de ataques. 

## Contribuições do estruturalismo
Apesar das críticas e seus métodos de introspecção não serem mais fundamentais, ainda é empregado em algumas áreas da psicologia, como a cognitiva. Os psicólogos industriais/organizacionais obtém relatos introspectivos dos funcionários a respeito da interação com os terminais de computador. Relatos verbais baseados nas experiências pessoais são formas legítimas de coletar dados.
Além disso, a psicologia cognitiva, com seu renovado interesse nos processos conscientes, vem conferindo maior legitimidade à introspecção, assim este método introspectivo, mesmo que diferente, Titchener permanece vivo. E mesmo o estruturalismo sendo alvo de críticas, houve um estabelecimento de forte ortodoxia contra a qual os mais recentes movimentos da psicologia puderam concentrar suas forças, formando novas escolas de pensamento, com a reformulação progressiva da posição estruturalista. Esta foi uma contribuição importante do estruturalismo.  